# HD 115211
HD 115211，又名CP-66 2142，SAO 252240、HR 5002，是一颗恒星，视星等为4.87，位于銀經305.47，銀緯-4.04，其B1900.0坐标为赤經13h 10m 28.5s，赤緯-66° -4.04′ 18″。